# Agrochola unicolor
Agrochola unicolor là một loài bướm đêm trong họ Noctuidae.